# 텐징 노르가이
텐징 노르게이(네팔어: तेन्जिङ नोर्गे शेर्पा, 영어: Tenzing Norgay, 1914년 5월 29일 ~ 1986년 5월 9일)는 네팔인 셰르파족 산악인이다. 1953년 5월 29일 그의 39번째 생일 즈음에, 에드먼드 힐러리와 함께 에베레스트 산 정상을 세계 최초로 등정하였다. 셰르파(Sharpa) 텐징으로 자주 인용된다.

## 어린 시절
텐징은 셰르파족이 초모룽마라고 부르는 에베레스트 산 인근 네팔 쿰부(Khumbu)의 농민 가정에서 태어났다.
텐징의 출생일에 대해서는 정확한 기록이 없으나, 그가 기억하는 날씨와 곡물들로 미루어 보아 5월 말쯤으로 여겨진다. 후에 텐징은 세계 최초로 에베레스트 산을 등정한 5월 29일을 생일로 정했다.
텐징의 본명은 "남걀 왕디"였으나, 어린 시절 융포사(絨布寺)의 창설자인 응아왕 텐진 노르부(Ngawang Tenzin Norbu)의 충고에 따라 이름을 바꾸었다. 텐징 노르가이라는 이름은 "부유하고 행복한 신도"라는 뜻이다. 야크 목동이었던 그의 아버지의 이름은 강 라 밍마이었고, 어머니의 이름은 독모 킨좀이었다. 형제 대부분은 유아시절에 사망하였고, 텐징은 13명 중 11째였다.
텐징은 소년시절에 카트만두로 두번이나 도망을 갔고, 19세의 나이에 인도 서벵골 주 다르질링의 투 송 부스티(Too Song Bhusti)에 위치한 셰르파족 집단에 정착하였다.

## 산악 등정
1930년대 무렵에, 텐징은 영국 원정대에 고지대 운반인으로서 참여하여 북부 티베트 쪽에서 에베레스트 산 등정을 세 차례 시도하였다.
텐징은 또한 인도 아대륙의 다양한 지역의 등정에 참가하였다. 1940년대 초반엔 현재의 파키스탄 지역에 살았는데, 등정 중 많은 사람이 목숨을 잃었던 난다 데비 이스트(Sunanda Devi)가 가장 힘들었다고 한다.
1947년에 텐징은 에베레스트 등정에 참가하였으나 실패했다. 텐징 노르가이는 캐나다인 얼 덴먼(Earl Denman), 셰르파 앤지 다와(Ange Dawa)와 함께 에베레스트 산 등정을 위해 티베트 지역에 불법으로 진입하였다. 그러나 등정은 에베레스트 산의 6,700m 지점에서 불어 온 강한 폭풍때문에 실패하였다. 덴먼은 등정을 포기하였고 세 명 모두 안전하게 귀환하였다.
1952년에 그는 라이몬트 람베르트(Raymond Lambert)가 이끄는 스위스 원정대에 참가하였다. 원정대는 남부 네팔쪽에서 에베레스트 산 등정을 시도하였고, 텐징과 램버트는 8,599m의 등정기록을 세웠다.

## 에베레스트 산 등정 성공
텐징은 1953년 영국 에베레스트 원정대에 참가하였고, 에드먼드 힐러리와 함께 세계 최초로 에베레스트 산 정상 등정에 성공하였다. 그 때가 7번째 등정 시도였다. 텐징은 인도와 네팔에서 찬사를 받았으며, 그는 부처나 시바의 화신이라고 믿는 사람들에게 경배의 대상이 되었다.
엘리자베스 여왕은 힐러리와 원정대장 존 헌트를 기사(Knighthood)에 서임하였고, 텐징에게는 조지 메달(George Medal)을 수여했다.
텐징과 힐러리가 에베레스트 정상에 처음으로 발을 딛은 사람이라는 것은 확실하다. 그러나 기자들은 둘 중 누가 먼저 발을 딛었는지를 끈질기게 질문했다. 원정대장 존 헌트는 "그들은 팀으로서 함께 도착했다."라고 단언하였다. 텐징은 팀으로서의 단결과 그들이 이룬 성공을 강조하였다. 텐징은 사람들이 제기하는 어떤 의혹에 대해서도 무시하였으나, 힐러리가 정상에 가장 먼저 발을 디뎠다고 밝혔다. 그리고 그는 이렇게 결론을 내렸다. "에베레스트 산에 두 번째로 올랐다는 것이 부끄러운 일이라면, 나는 앞으로 부끄러운 마음으로 살 것이다."
이 등정에서 또하나 재밌는 사실은 에베레스트 산 정상에서 찍은 모든 사진에 텐징 밖에 없다는 것이다. 에드먼드 힐러리는 모든 사진에 그의 모습이 없는 이유를 이렇게 설명했다. "텐징은 카메라 작동법을 몰랐다. 그리고 에베레스트 산 정상은 카메라 작동법을 가르칠만한 장소가 아니었다." 힐러리와 텐징은 평생동안 친구로 지냈다.

## 가족사
텐징은 세번 결혼했다. 그의 첫 번째 부인인 다와 푸티는 1944년에 요절하였다. 그들은 니마 도르헤라는 아들(4세때 사망)과 펨 펨(그녀의 아들 타시 텐징(Tashi Tenzing)은 에베레스트 산을 등정함), 니마(필리핀 그래픽 디자이너 놀리 갈랑과 결혼)라는 두 딸이 있었다. 그의 두 번째 부인은 첫 번째 부인의 사촌인 앙 라무였으나, 그녀는 딸들의 양모였다. 그의 세 번째 부인은 닥쿠였다. 이 때, 두 번째 부인이 여전히 살아있었으나 셰르파족 관습에 따라 결혼이 허가되었다. 그들은 아들 노르부, 잠링, 다메이를 두었다. 다른 친척으로는 1953년에 있었던 에베레스트 등정에 참가하였던 조카 나왕 곰부(Nawang Gombu)와 톱가이(Topgay)가 있다.
텐징은 읽고 쓰는 법을 배운적이 없으나, 몇 가지 언어를 말할 수 있었다. 그의 모국어는 셰르파어였으나 네팔어에 능통했고, 그 밖에도 영어, 힌디어, 티베트어와 인도 아대륙에서 쓰이는 몇몇 언어에 대한 실용적인 지식을 가지고 있었다.

## 에베레스트 산 등정 후

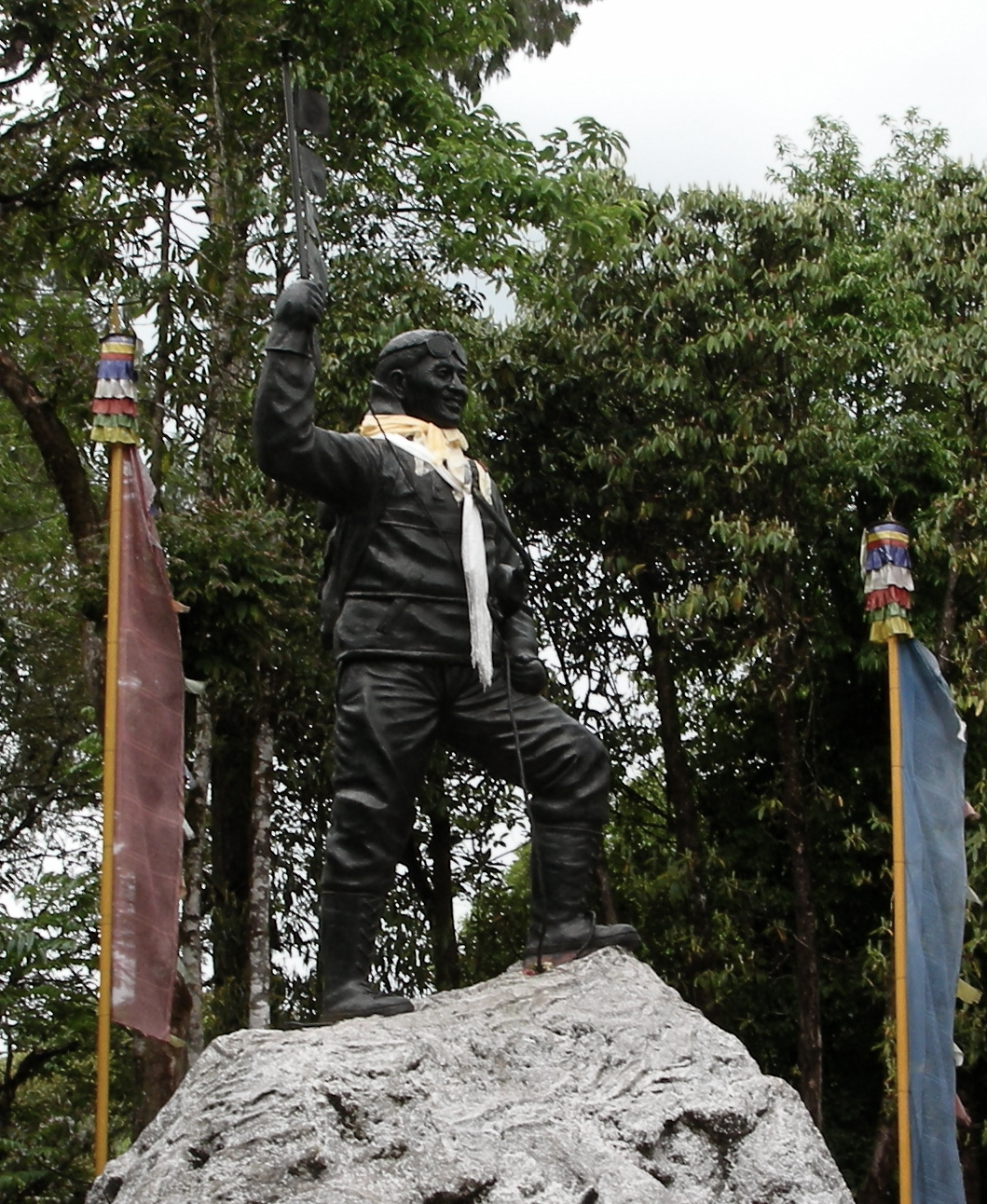
텐징 노르가이의 동상

텐징은 후에 다르질링에서 히말라야 등산 학교의 현장훈련 감독관을 지냈다. 1978년, 그는 히말라야 트레킹을 위한 텐징 노르가이 탐험회사(Tenzing Norgay Adventures)를 설립하였다. 이 탐험회사는 2003년부터 텐징의 아들이자 1996년에 에베레스트 산 정상을 등정한 잠링 텐징 노르가이(Jamling Tenzing Norgay)에 의해 운영 중이다.

## 죽음
텐징은 1986년에 71세의 나이로 인도 서벵골 주 다르질링에서 뇌출혈로 사망하였다.

## 서훈
- 1953년 영국 조지 메달(George Medal)
- 1953년 네팔의 별 훈장 1등급(Order of the Star of Nepal, Member First Class)
- 1959년 인도 Padma Bhushan 훈장

## 주해
1. ↑  영국 연방의 시민권이 없는 사람은 기사 서임 대상이 되지 않는다. 외국인이 영국의 군주에게 기사 서임을 받아 영국의 전통 양식에 따를 필요가 없기 때문이다. 외국인에게는 텐징과 같이 메달을 주거나 정원에 구애받지 않는 명예 훈장을 준다.

## 참고 문헌

### 참고 자료
- Tenzing Norgay and Malcolm Barnes After Everest (1978)
- George Band, Everest Exposed (2005), an account of the 1953 expedition
- Tashi Tenzing and Judy Tenzing, Tenzing Norgay and the Sherpas of Everest (2003)
- Ed Webster, Snow in the Kingdom (2000)
- Ed Douglas, Tenzing: Hero of Everest (2003)
- Jamling Tenzing Norgay, Touching My Father's Soul (2002)